# (185) Eunike
(185) Eunike – planetoida z pasa głównego asteroid okrążająca Słońce w ciągu 4 lat i 196 dni w średniej odległości 2,74 j.a. Została odkryta 1 marca 1878 roku w Clinton położonym w hrabstwie Oneida, w stanie Nowy Jork przez Christiana Petersa. Nazwa planetoidy pochodzi od jednej z Nereid, w mitologii greckiej Eunike.